# بروخموهلباخ-مایزاو
بروخموهلباخ-مایزاو (به آلمانی: Bruchmühlbach-Miesau) یک شهر در آلمان است که در کایزرسلاوترن واقع شده‌است. بروخموهلباخ-مایزاو ۷٬۶۶۷ نفر جمعیت دارد.